# コンゴウインコ (種名)
コンゴウインコ（金剛鸚哥、学名：Ara macao、英名：Scarlet Macaw）は大型のカラフルなインコである。別名アカコンゴウインコ。
アメリカ大陸のメキシコ最東端の一部からペルーとブラジルのアマゾン川流域にいたる湿潤な熱帯常緑樹林の500m以下の低地（かつては少なくとも1,000m以下）に生息する。ペット売買のための捕獲と居住地の破壊により広範囲にわたって絶滅に追いやられつつある。かつては北はタマウリパス州南部にまで分布していた。現在でもコイバ島で見ることができる。ホンジュラスの国鳥でもある。

## 形態
体長は81cmから96cmで、その半分以上はコンゴウインコに典型的な先細りのとがった尾がしめている。平均的な体重はおおよそ1kgである。羽毛はほとんどが朱赤だが、翼の風切り羽根上面、尻と尾筒の羽根、尾羽根はライトブルー、大雨覆い羽根は黄色、そして翼の風切り羽根の下面と尾は金属的な金の虹色の光彩で臙脂色である。目の回りには白い皮膚の露出した領域があり、嘴までつながっている。白い細かい羽毛の点線状の縞模様が有るが、裸皮と同色で目立たない。上側の嘴はほぼ全体が淡い角色で、下側の嘴は黒である。雌雄は同じ外見をしている。年齢による唯一の差異は、若い鳥が暗い目をしているのに、成体は明るい黄色の目をしていることである。よく似て居て深紅の羽毛で、雨覆いが緑、目の周囲の裸皮に深紅の点線状の縞模様が有る種類は別種のベニコンゴウインコである。
コンゴウインコはピッチの低いしわがれた大きな叫び声、キーキー声、悲鳴を上げる。そして叫び声は何マイルのかなたにも届くようになっている。

### 食餌
コンゴウインコはおもに果実と種子を食べるが、これには大型の堅い殻の種子も含まれる。一般的に見られるのは一羽、あるいはペアで森林の樹冠の上を飛んでいるところだが、地域によっては群れを見ることができる。彼らは粘土を食べるために集まることがある。またリンゴ、バナナといった果実やナッツを好む。また花の蜜や花粉も食べる。

### 繁殖
ほかのインコ同様、コンゴウインコは2から4個の卵を木のウロに生む。ひなは24日から25日で孵る。その後おおよそ105日で巣立ちをむかえ、1年ほどして親鳥のもとを去る。

## 分布と居住地

コンゴウインコの生息地

コンゴウインコは亜熱帯雨林の湿潤な低地、開けた森林帯、川辺そして中央アメリカおよび南アメリカのサバンナに由来する。中央アメリカのコンゴウインコの生息地はメキシコの東側のはずれと南部の領域からパナマにわたっているばかりでなく、グアテマラからベリーズにまでもわたっている。さらにその上、南アメリカではアマゾン川流域をカバーする広大な生息域をもち、ペルーのアンデス山脈西側や、ボリビア、パラグアイにまで広がっている。一般に本土ではまれなことであるが、コイバ島では今でもコンゴウインコの巨大なコロニーを見ることができる。
コンゴウインコの個体数の減少が始まる以前は、その分布域にはコスタリカの大部分も含まれていた。しかし1960年代までに複合する要因、特に狩猟、密猟そして森林伐採による居住地の破壊によって、その生息数は減少していた。さらにその上に、輸出のためにバナナの栽培と販売を行う会社による農薬の噴霧が、コンゴウインコの個体数減少において重要な役割を演じた。他には生息圏が重なるベニコンゴウインコとコンゴウインコで巣の取り合いが起き、体格の大きさが大きなベニコンゴウインコに負けて繁殖不能となって減少して来て居た。両種の雑種も産まれて居る。
この複合的な要因がコスタリカにおけるコンゴウインコの生息数を圧迫した。従来コンゴウインコはこの国の国土総面積51,100 km²のうち、おおよそ42,500 km²に生息していたのに、1990年代初頭には生存可能な個体群はコスタリカの太平洋岸のたった二つの地域（ カラーラ国立公園および オーサ半島）に残るだけになっている。1993年の調査によれば、コンゴウインコはその歴史的な生息域に対してわずか20%(9,100 km²)の地域に生息しているに過ぎないことが示されている。
コンゴウインコの生息地はほかのAra属の鳥の中でも最も広範な緯度にわたっていると考えられており、最大で6,700,000 km²の地域をカバーしていると推定されている。とはいうもののコンゴウインコの居住地は分断化され、この鳥たちは中央ならびに南アメリカに散在した個体数の希薄なコロニーに閉じこめられている。しかしながら、それでもこれらの領域のなかの一部では、彼らは多数存在していることから”ありふれている”と記述される。国際自然保護連合（IUCN）はコンゴウインコを2004年に”Least Concern” 軽度懸念と評価している。

## 飼育と世話

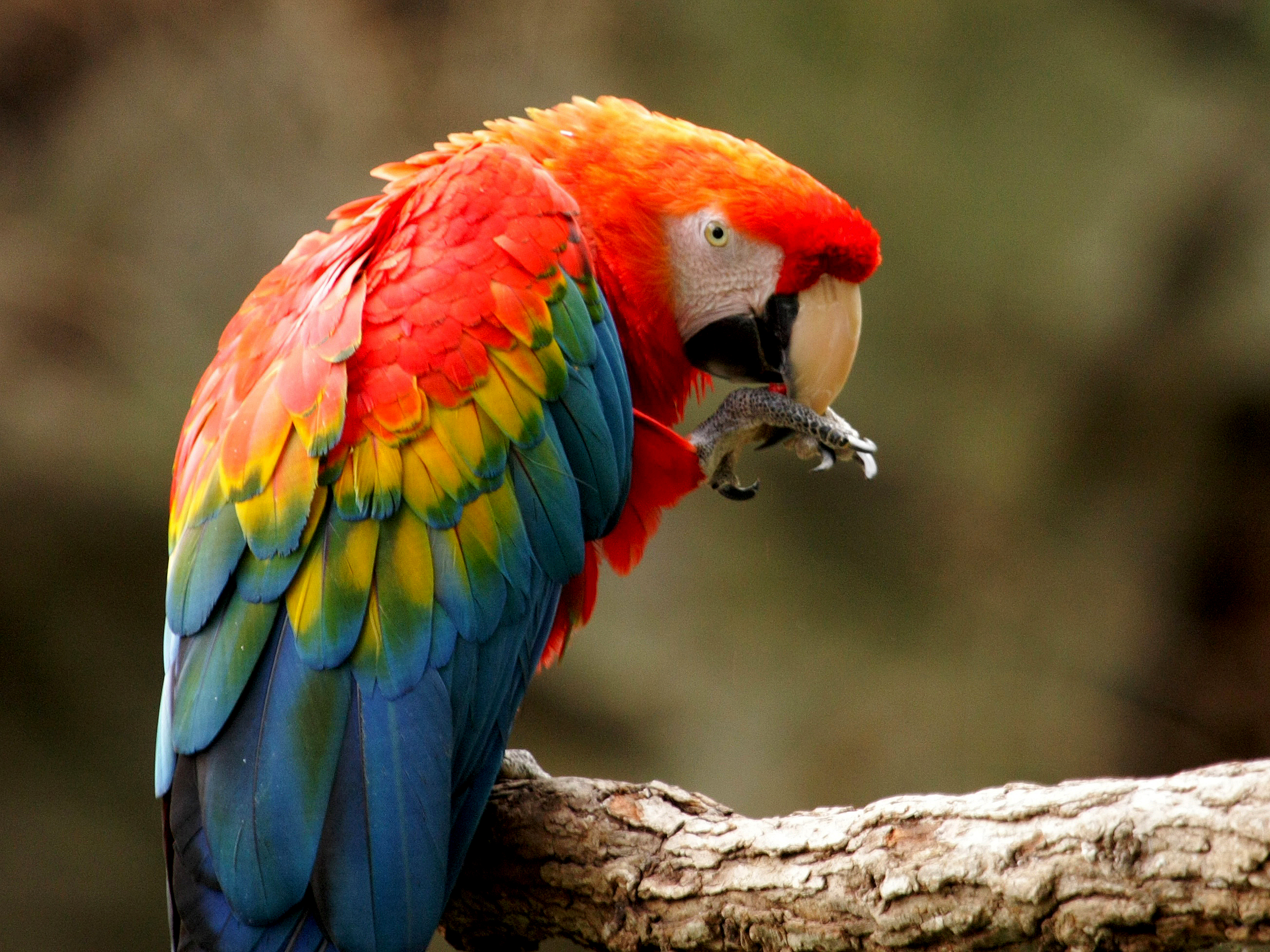
フォートワース動物園（米国テキサス州）で飼育されているコンゴウインコ

コンゴウインコはポピュラーではあるが、手間のかかるペットである。購入するにも、もらい受けるにも、また世話をするのも費用がかさみ、要求が多く、そして飼い鳥としてはことのほか大声でやかましい鳥なので、彼らは経験を積んだ飼い主によって理想的に扱われるべきである。
彼らはその美しい羽毛のために珍重され、その飼い主に非常によく懐く。彼らはヒトの話し言葉を上手に使う能力を持った、知的な種であると考えられている。
コンゴウインコとほかのコンゴウインコ属の鳥とのハイブリッドには人気があり、左に掲げた写真のような色彩のバリエーションがおびただしく存在する。
コンゴウインコはCITES 一類にリストされている種であり、このことは所定の特別な許可がなければ、野生種を捕獲することが違法であることを意味する。2008年の時点では彼らは危険な状態にはないが、ペット取引のための密猟に対してはきわめて脆弱である。昨今の多くのより希少なインコの種と同じように、彼らもまた合衆国やカナダ（どちらの国もCITESに調印していることから適切な処置をとる義務がある）に密輸される途上でマイアミやサンファン、トロント、ニューヨーク市などの当局によって差し押さえられる結果となることが時折ある。残念がらすべての犯人が捕まえられるわけではなく、不法に販売される鳥もある。コンゴウインコは飼育下で繁殖させられた個体ですら何千ドルもの価格で売却できるのだから、潜在的に密猟するには魅力的な種なのである。密猟者は群れ一つを捕獲するだけで大金を稼ぐことができ、その多くは北を目指した移送中のストレスから死亡する。この種の鳥を選ぶ際には、その個体がメキシコや中央アメリカ、南アメリカなどで捕獲された野生のものでないことについてきわめて深い注意をはらわなくなくてはならない。購入を考えている者は販売者が、この鳥の出所が飼育下で繁殖されたものであることを示す、十分に裏付けされた物理的な証拠をもっていることをしっかり確認しなくてはならない。
コンゴウインコは大きな容積の空間を必要とする。従って一羽の鳥が占有するとりかごの空間は可能な限り大きく（幅 90cm x 奥行き 90cm x 高さ 230cm か全体としてこれより大きく）するべきである。彼らは遊んだり、運動したり、そしてその翼を広げるためのたくさんの空間のみならず、その翼の筋肉の萎縮を防止するために十分なゆとりのある空間を必要とする。かごの格子の間隔は25mm以下でなくてはならず、また頑丈な金属で作られていなければならない。格子には鉛または亜鉛を含む部品や塗料が使われていてはならない。かごは週に一回は穏やかな殺菌性の洗剤で完全に清掃しなくてはならない。鳥をその排泄物から分離するために、床の格子（糞切り）を使用することが望ましい。
かごはよく照明された暖かい場所（コンゴウインコは寒さに対してあまり耐性がない）に、床から離して設置しなくてはならない。
止まり木のスタンドは、ぬるま湯の霧吹きで鳥を水浴びさせる場所であるだけではなく、追加のくつろぐ場所としても好ましいものであり、設置が推奨される（すべてのコンゴウインコは一般に水浴びを好み、キッチンシンクで水浴びをするための遠出にも同じように喜んで応じる）。
彼らは野生において食べていたものに類似した食品（果実、野菜、ナッツや種子）を食べるが、ナッツを与える場合には、理想的には高い脂肪分を含むナッツ（ヘイゼルナッツ、ブラジリアンナッツ、クルミなど）を与えるべきである。
コンゴウインコは大きな空間を必要とすることにくわえて、多くの刺激や注意を払われること、そして愛情も必要とする。頻繁で定期的なインタラクションによってうまくやっていくことができ、またそれが必要である。したがって、人々に対する友好的な性質を維持するためには、人と仲よくなるためにかごから長期間連れ出してゆっくりと他の人々と知り合いになるべきである。彼らは見知らぬ人物と知り合いになるには時間がかかるのである。
彼らは生まれつきとてもうるさく、この振る舞いをやめさせることはできないだろう。しかし全体としての制限を定めるべきである。この鳥を子供たちのペットとすることは推奨できない。ことにコンゴウインコとインタラクションをもつ際には大人の監督下でなくてはならないし、堅いナッツを砕くことができる強力な嘴をもった、大型の非常に繊細な鳥に敬意を払うことを教えられなくてはならない。
彼らは遊ぶことが大好きであり、刺激のために良好な状態のおもちゃが大量に与えられるべきである。彼らは嘴の届く範囲にあるものを常にかじっており、したがって木製のおもちゃは、生活の向上のためにも嘴の伸びすぎの防止のためにも推奨される。損耗したおもちゃは、コンゴウインコの好奇心を満たしておくため、交換して補充しなくてはならない。十分な注意を払われない鳥はしばしば、過剰な羽繕いや自傷行為、意気消沈や極端な激情/攻撃性といった挙動を示すことがある。
コンゴウインコはその大変に長い生涯のすべてにわたって獣医の診察が必要な鳥である。ほかのどんなペットとも同様に、鳥を理解し扱える獣医による定期検診が必要である。

## ギャラリー

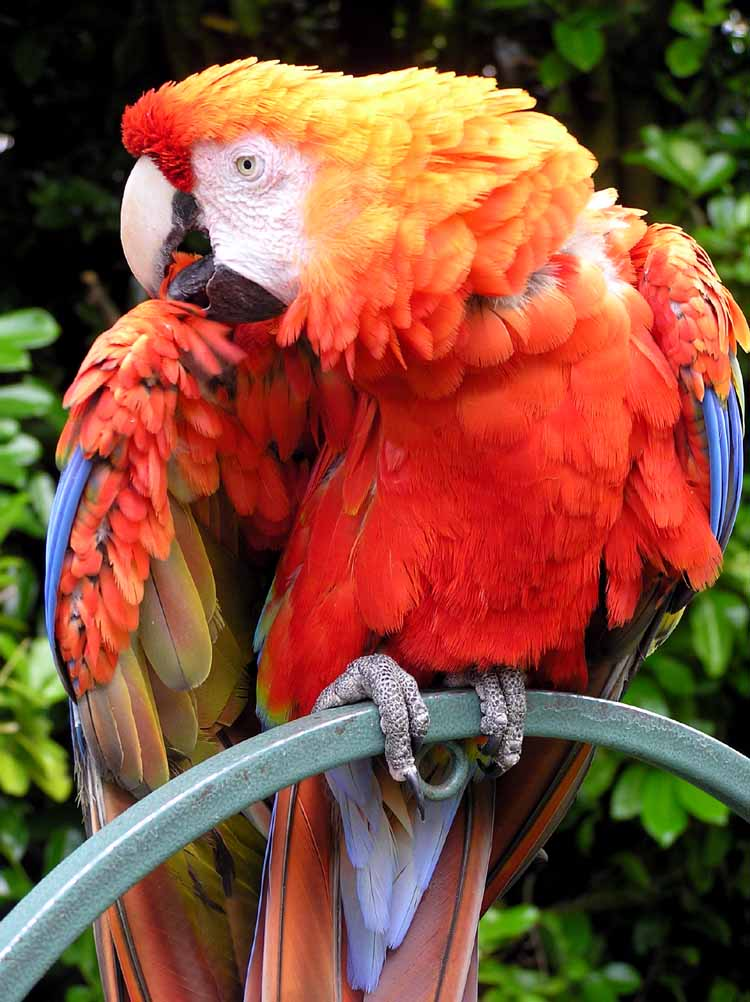
飼育個体、英国デヴォンにて
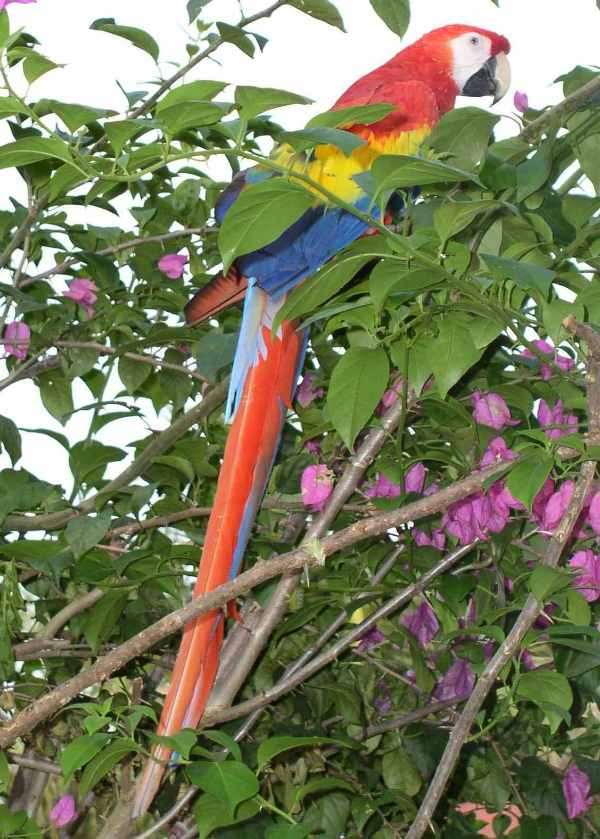
ベリーズにて、野生.
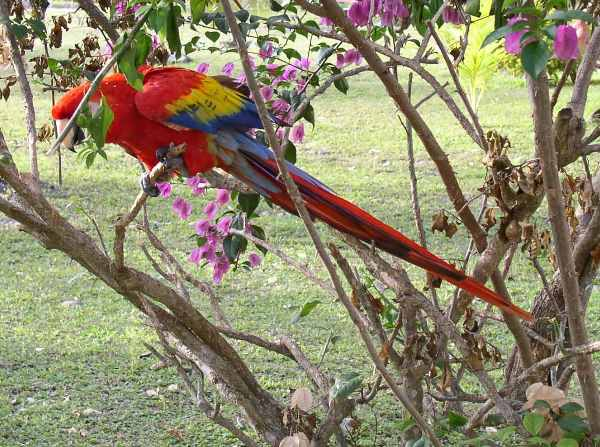
ベリーズにて、野生 2.
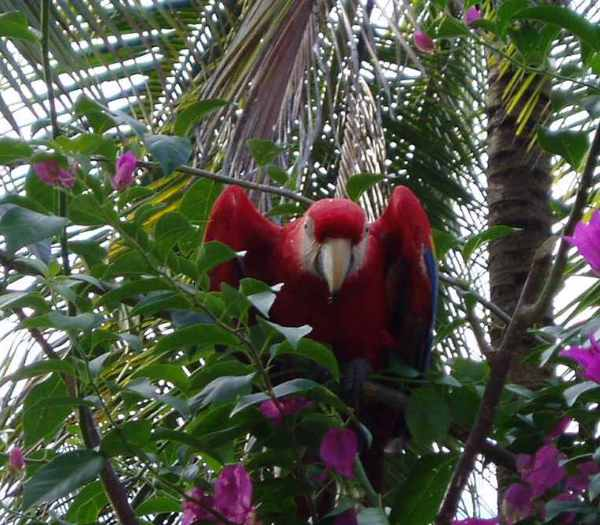
ベリーズにて、野生 3.
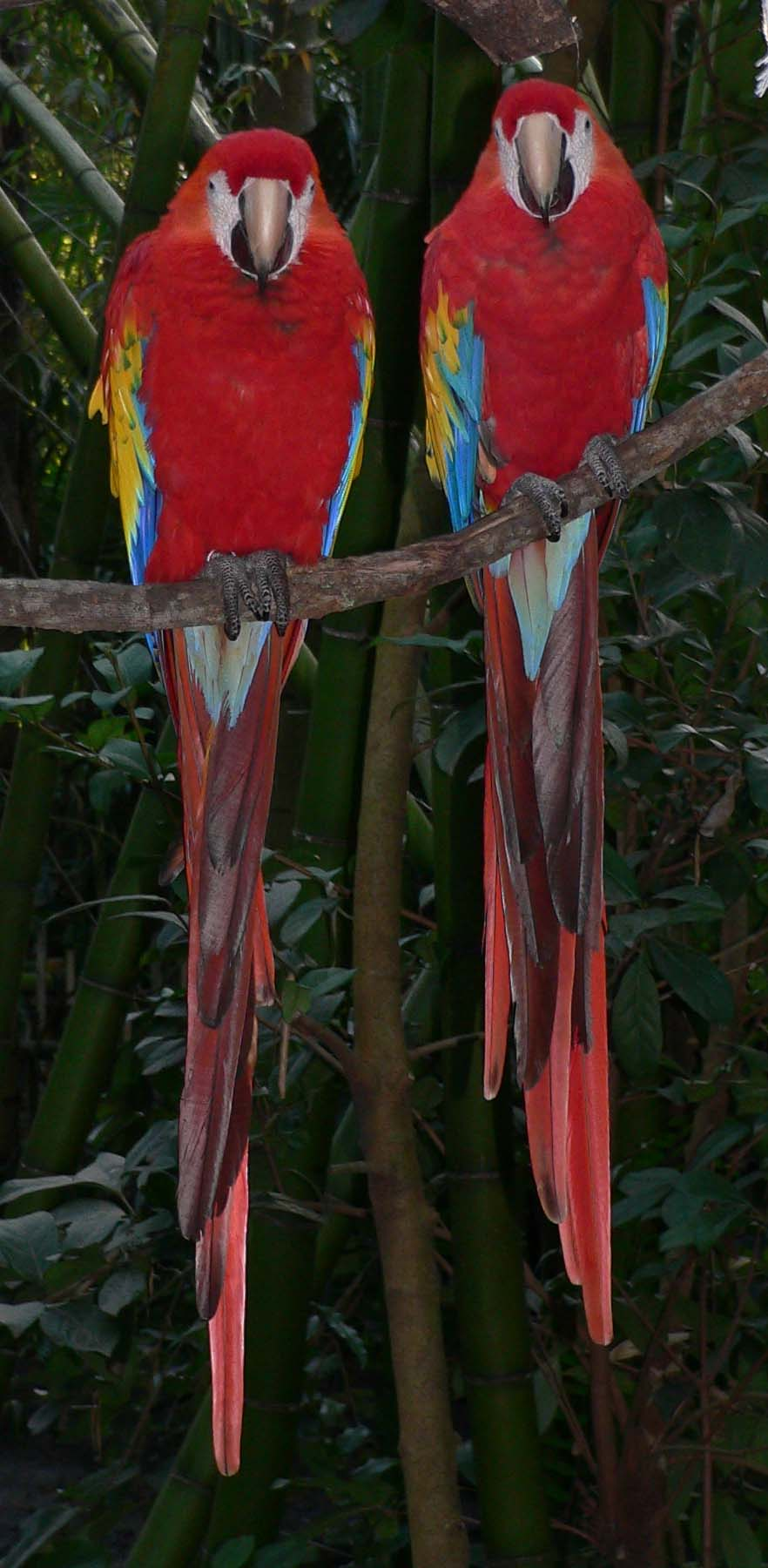
つがいのコンゴウインコ ディズニーアニマルキングダム.
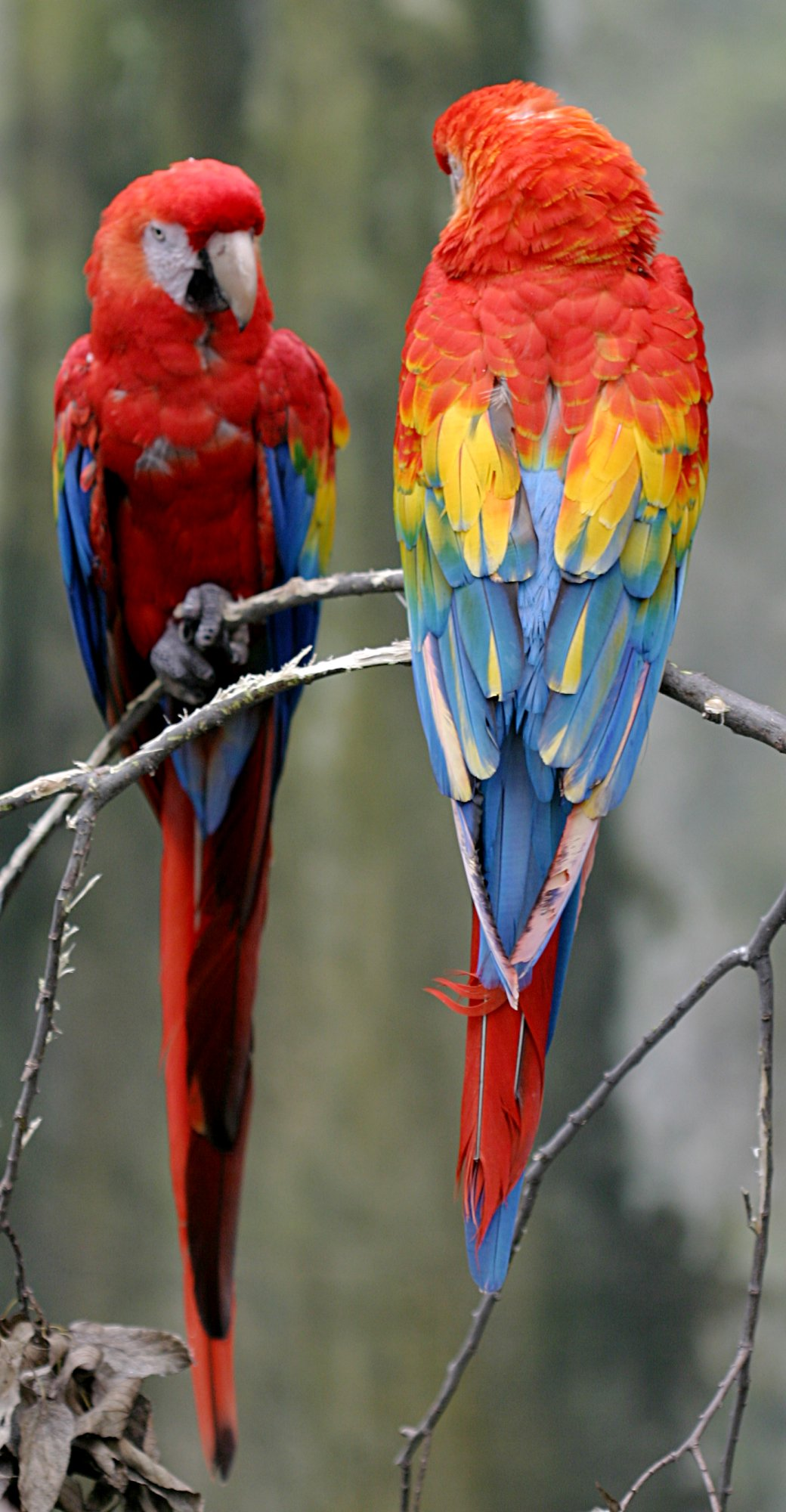
Henry Doorly Zooにて - 翼がクリップされている
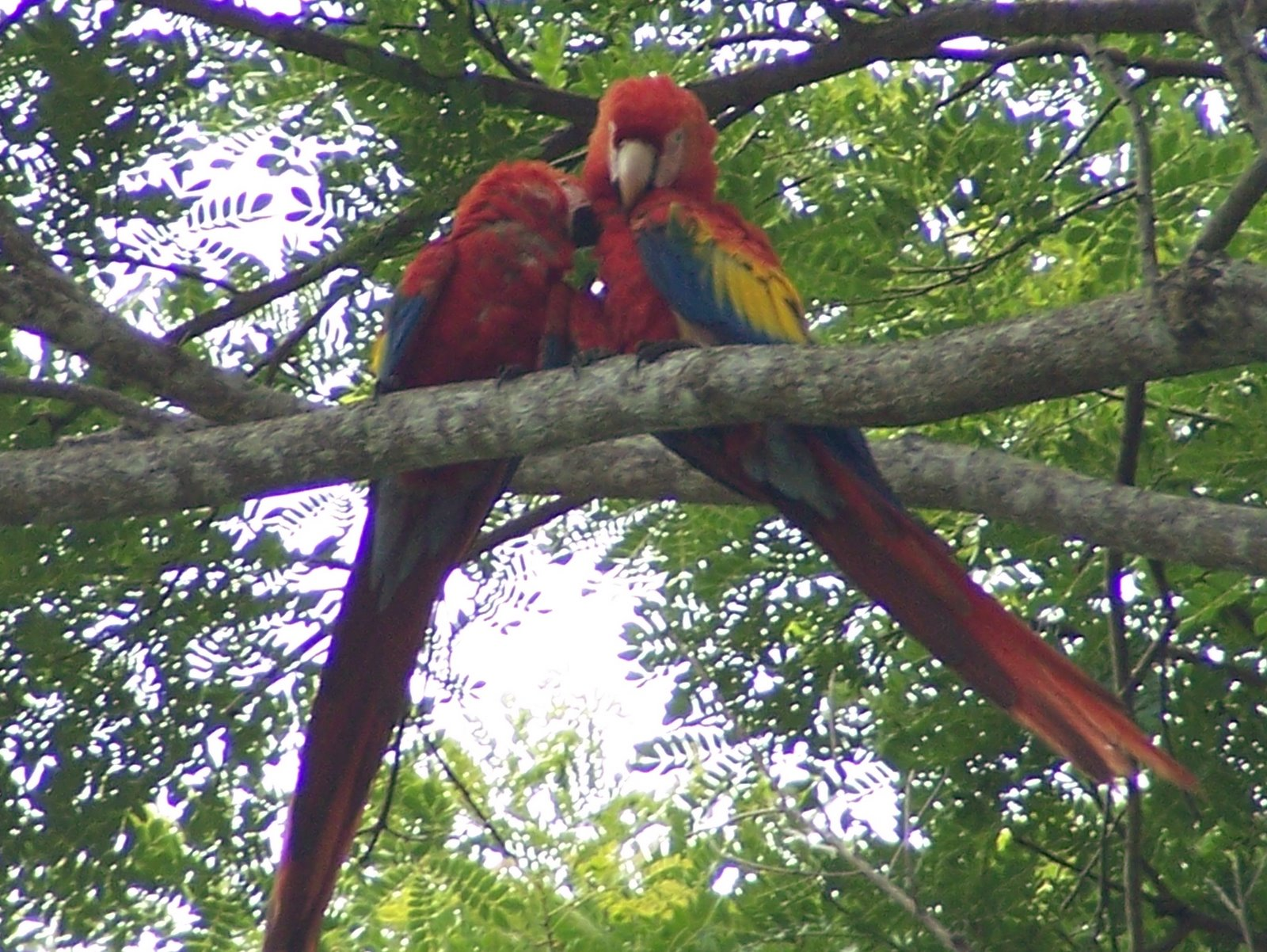
野生、コスタリカのハコ近郊
- コンゴウインコとミドリコンゴウインコ モレリア, メキシコにて
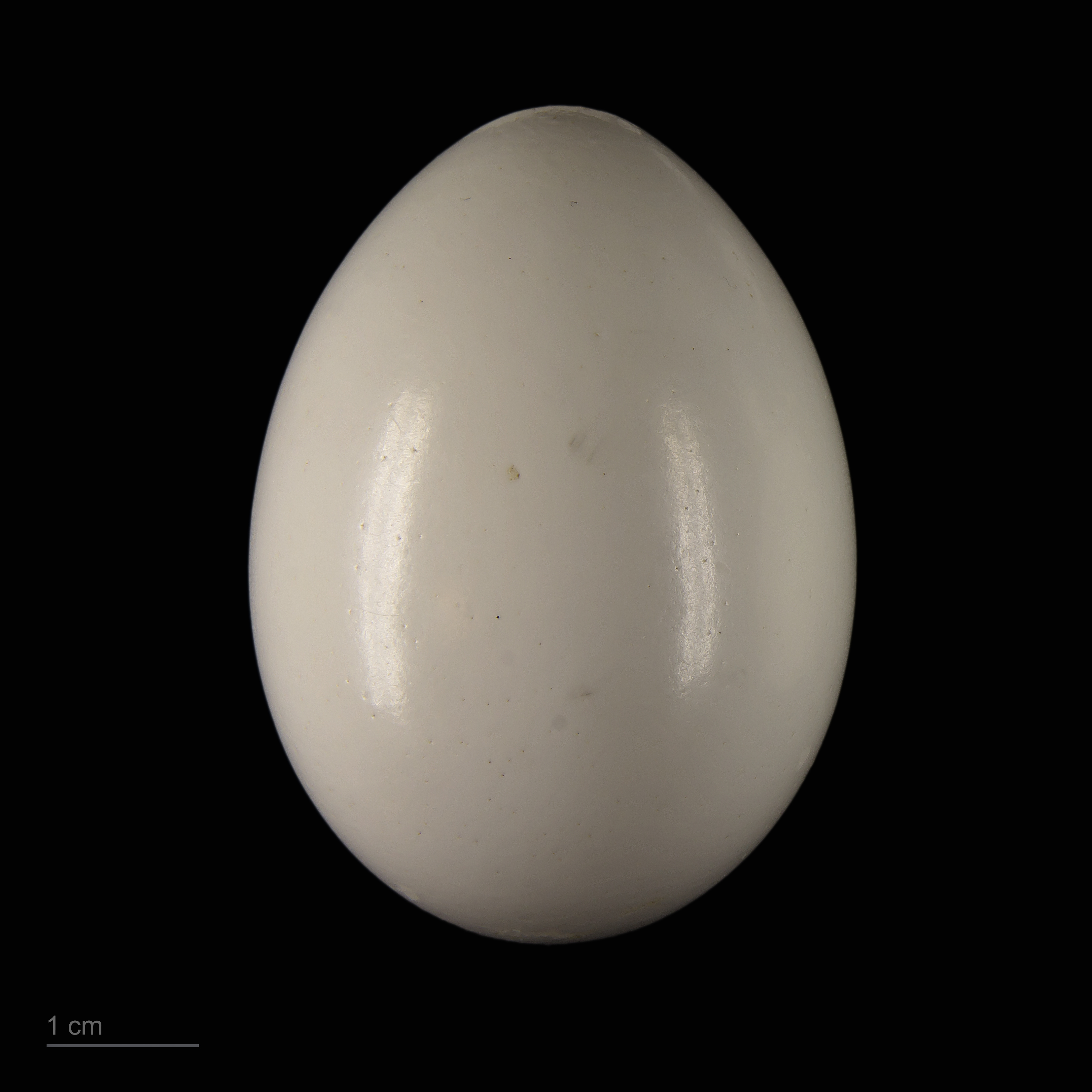
Museum specimen